# Taizo Sugitani
Taizo Sugitani (杉谷 泰造, Sugitani Taizō, né le 27 juin 1976 à Izumi) est un cavalier japonais de saut d'obstacles.

## Famille
Il est le fils de Masayasu Sugitani, cavalier de concours complet aux Jeux olympiques d'été de 1968, de 1972 et 1976, et le petit-fils de Koichi Kawaguchi, cavalier de concours complet aux Jeux olympiques d'été de 1956.

## Carrière
Après avoir obtenu son diplôme de l'Académie canadienne de Kobe en 1996, il déménage aux Pays-Bas pour se faire entraîner par l'ancien champion néerlandais Henk Nooren.
Taizo Sugitani a représenté le Japon lors de six Jeux Olympiques.
Aux Jeux olympiques d'été de 1996 à Atlanta, il est 62e de l'épreuve individuelle. Avec Takeshi Shirai, Yoshihiro Nakano et Kenji Morimoto, l'équipe est 15e.
Aux Jeux olympiques d'été de 2000 à Sydney, il est 25e de l'épreuve individuelle. Avec Takeshi Shirai, Tadayoshi Hayashi et Ryuma Hirota, l'équipe est 11e.
Aux Jeux olympiques d'été de 2004 à Athènes, il est 15e de l'épreuve individuelle. Avec Yuka Watanabe, Tadayoshi Hayashi et Ryuichi Obata, l'équipe est 12e.
Aux Jeux olympiques d'été de 2008 à Pékin, il est 29e de l'épreuve individuelle. Il n'y a d'équipe du Japon.
Aux Jeux olympiques d'été de 2012 à Londres, il est 33e de l'épreuve individuelle. Il n'y a d'équipe du Japon.
Aux Jeux olympiques d'été de 2016 à Rio de Janeiro, il est 64e de l'épreuve individuelle. Avec Reiko Takeda, Toshiki Masui et Daisuke Fukushima, l'équipe est 13e.
Sugitani participe également à six éditions des Jeux équestres mondiaux (chaque édition de 1994 à 2014) et à deux éditions des finales de la coupe du monde de saut d'obstacles (en 2000 et 2007). En 2010 au Kentucky, il prend la 10e place de l'épreuve individuelle.
Sugitani remporte deux médailles de bronze aux Jeux asiatiques de 2014, à Incheon, et une médaille d'argent aux Jeux asiatiques de 2018 à Jakarta.
Taizo Sugitani est médaillé d'or au saut d'obstacles aux Championnats d'Asie d'équitation 2019 à Pattaya.